# Mala Remeta
Mala Remeta (en serbe cyrillique : Мала Ремета) est un village de Serbie situé dans la province autonome de Voïvodine. Il fait partie de la municipalité d’Irig dans le district de Syrmie (Srem). Au recensement de 2011, il comptait 130 habitants.
Mala Remeta est une communauté locale, c'est-à-dire une subdivision administrative, de la municipalité d'Irig. Sur le territoire du village se trouve le monastère de Mala Remeta, un des 16 monastères orthodoxes serbes de la Fruška gora.

## Géographie

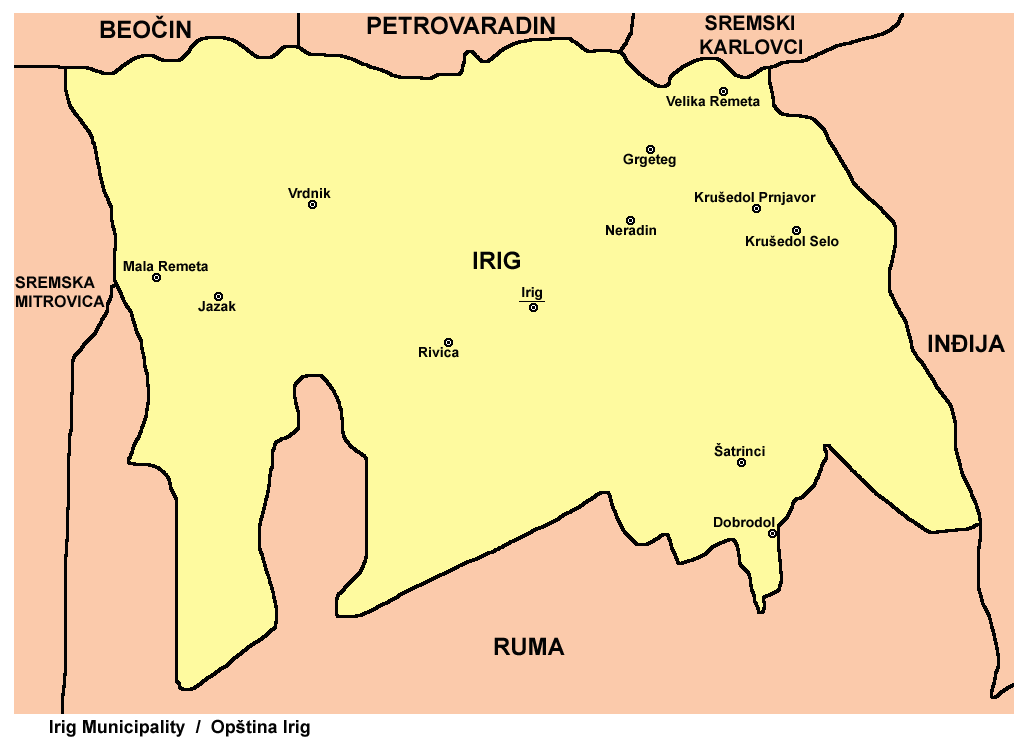
Localisation de Mala Remeta dans la municipalité d'Irig

Mala Remeta se trouve dans la région de Syrmie, sur les pentes méridionales du massif de la Fruška gora. Le village est situé dans la partie la plus occidentale de la municipalité d'Irig, sur un plateau de lœss dominant le Mali potok, un affluent du Stejanovački gat.

## Histoire
Le village s'est développé comme un prnjavor, un village rural habité par des serfs dépendant du monastère voisin.

## Démographie

### Évolution historique de la population
| 1948 | 1953 | 1961 | 1971 | 1981 | 1991 | 2002 | 2011 |
| ---- | ---- | ---- | ---- | ---- | ---- | ---- | ---- |
| 212  | 215  | 253  | 222  | 192  | 157  | 151  | 130  |

|  |

### Données de 2002
Pyramide des âges (2002)
En 2002, l'âge moyen de la population était de 42,4 ans pour les hommes et 42,5 ans pour les femmes.
Répartition de la population par nationalités (2002)
En 2002, les Serbes représentaient 98,6 % de la population.

### Données de 2011
En 2011, l'âge moyen de la population était de 44,2 ans, 42,9 ans pour les hommes et 45,6 ans pour les femmes.

## Économie
L'économie de Mala Remeta est centrée autour de l'agriculture. Sure les 887,5 ha du village, 633,2 ha sont consacrés aux cultures. On y produit principalement des céréales.

## Tourisme
Le monastère de Mala Remeta est situé sur le territoire du village. Selon la tradition, il aurait été fondé par le roi serbe Stefan Dragutin ; il est mentionné pour la première fois au milieu du XVIe siècle. Il est aujourd'hui inscrit sur la liste des monuments culturels d'importance exceptionnelle de la République de Serbie.

## Personnalité
Boško Palkovljević Pinki (1920-1942), un Partisan communiste et un Héros national de la Yougoslavie, est mort à Mala Remeta.